# 爱德华多·杜阿尔德
爱德华多·阿尔韦托·杜阿尔德（西班牙語：Eduardo Alberto Duhalde，西班牙語發音：[eˈðwaɾdo alˈβeɾto ˈðwalde] ⓘ；1941年10月5日—），是一位阿根廷政治家、律師及公證人。曾任卡洛斯·萨乌尔·梅内姆首任總統任期的副总统，曾任布宜诺斯艾利斯省省長，並曾在2002至2003年間擔任阿根廷臨時总统。他也曾參加2011年阿根廷總統選举，以總候選人身份獲得5.86 %的得票率。妻子伊尔达也是政界人物，2001年10月议会中期选举中当选众议员。

## 早期政治生涯
杜阿尔德出生于阿根廷布宜诺斯艾利斯省洛马斯德萨莫拉，在很早的時候就加入了正義黨。1970年大學毕业時成為一位律师。四年後，當選洛马斯德萨莫拉地方議事廳議員，此後因臨時補選成為洛马斯德萨莫拉市市長。當時，時任市長Pedro Pablo Turner因阿根廷冶金工人聯盟的壓力而喪失了市政管理權，而武裝團夥逼迫其他兩位地方議事廳議員辭職，而阿根廷恐怖組織阿根廷反共聯盟（Alianza Anticomunista Argentina）也到達洛马斯德萨莫拉，要刺殺Turner以及支持他的Juventud Peronista組織成員。而在杜阿尔德任市長期間，阿根廷3A黨和布宜诺斯艾利斯省警察搞了幾次刺殺和綁架，這其中包括Masacre de Pasco。杜阿尔德因1976年的阿根廷政變而離開市長職位。1983年民主回歸之後，再被選為洛马斯德萨莫拉市市長，並擔任該職至1987年起任期結束。
1987年杜阿尔德成为阿根廷国会众议员并担任众议院第一副议长，1989年在第一届卡洛斯·萨乌尔·梅内姆的右翼正義黨政府任副总统兼参院议长。1991年辭去副總統一職，參選布宜诺斯艾利斯省省长並當選，1995年成功连任至1999年。
1999年他以正义党的总统候选人参加竞选总统，但败于激进公民聯盟和国家团结阵线组成的联盟候选人费尔南多·德拉鲁阿。

### 成為臨時總統
由于阿根廷经济危机和2001年12月暴乱，德拉鲁阿被迫倉煌辞职，在同屬正義黨的阿根廷议会参、众两院議長因貪污醜聞相繼辭職後，國会在2002年1月1日召开立法大会，选举杜阿尔德为阿根廷臨時总统，任期到2003年12月10日。

### 提前交權
2003年初他宣布提前交權，大選提前舉行，在舉行第二輪投票前，毫無勝算的前總統卡洛斯·梅内姆在面臨大敗前宣布退選，内斯托·基什内尔自動當選总统，5月25日正式就职，杜阿尔德支持基什内尔整合正义党党内派閥，成立政治行动委员会取代梅内姆的地位。并在地方选举中获得14个省长席位，在议会部分改选中赢得两院多数党地位，正義黨亦由此向左轉。